# Lee Dong-ha
Yi Dong-ha (hangeul : 이동하), né le 1er décembre 1942 à Osaka au Japon, est un auteur sud-coréen.

## Biographie
Yi Dong-ha est né le 1er décembre 1942 à Osaka au Japon. Il part s'installer en Corée avec sa famille après la libération de la Corée. Il grandit à Gyeongsan dans la province de Gyeongsangbuk-do. Il est diplômé du département de création littéraire à l'école des arts Seorabeol et a obtenu un diplôme d'études supérieures en littérature coréenne à l'université Konguk en 1967. Il a travaillé comme professeur à l'université Chung-Ang.

## Œuvre
Sa carrière d'écrivain a commencé en 1966 quand il a remporté un concours littéraire organisé par un journal à Séoul. Parmi les ouvrages qu'il a publiés, on compte La ville jouet, (Jangnan-gam dosi) un roman semi-autobiographique en trois parties, et Éclats d'obus (Papyeon), un recueil de nouvelles sur l'après-guerre en Corée du Sud. Il a remporté plusieurs prix durant sa carrière, y compris le Prix dans le concours des romans organisé par la revue Littérature contemporaine (Hyundae Munhak) en 1977, le prix de l'Écrivain coréen en 1983, le prix de littérature contemporaine (Hyundae Munhak) en 1986, et le prix littéraire O Yeong-su en 1993.
Ses travaux se concentrent essentiellement sur les dommages causés par la guerre en Corée et sur les familles qui doivent faire face à la perte de proches mais aussi sur la question de la division forcée des habitants des deux Corées. Même si succès économique a été rendez-vous pour les sud-coréens, Yi montre combien il est difficile pour les Coréens de surmonter ce traumatisme qui ont vu des traditions communes datant de plusieurs millénaires péricliter avec la partition.